# Blabomma hexops
Blabomma hexops är en spindelart som beskrevs av Chamberlin och Ivie 1937. Blabomma hexops ingår i släktet Blabomma och familjen kardarspindlar. Inga underarter finns listade.